# Alex Pineda Chacón
Alex Mauricio Pineda Chacón (* 19. prosince 1969) je bývalý honduraský fotbalový záložník a reprezentant.

## Klubová kariéra
Pineda Chacón strávil většinu svojí kariéry v honduraském klubu CD Olimpia, kterému pomohl k několika ligovým vítězstvím a k vítězství v Lize mistrů CONCACAF. Krátce hrál i v Mexiku a v Peru. V roce 2001 se připojil k týmu Miami Fusion v americké lize Major League Soccer. Zaznamenal 19 gólů a 9 asistencí a ovládl tabulku střelců a vyhrál cenu pro nejlepšího hráče celé ligy. Po sezoně 2001 Fusion zanikli a v tzv. Dispersal Draft ho vzal tým New England Revolution. U Revs se ale nechytil, na konci sezony zamířil do Los Angeles Galaxy, později do Columbus Crew, ale nikde nedokázal na úspěšnou sezonu 2001 navázat. Po sezoně 2003 už v MLS neměl místo, podepsal smlouvu s Atlanta Silverbacks FC v nižší lize. Po sezoně 2004 ukončil hráčskou kariéru.

## Reprezentační kariéra
Za Honduras debutoval 5. prosince 1992 v utkání kvalifikace Mistrovství světa 1994 proti Kostarice. Honduras reprezentoval na čtyřech Zlatých pohárech, celkem nasbíral 45 startů a připsal si 5 gólů. Poslední utkání odehrál v dubnu 2000 proti Nikarague.
| Gól | Datum        | Soutěž (kolo)                      | Zápas                | Skóre (minuta) | Výsledek |
| --- | ------------ | ---------------------------------- | -------------------- | -------------- | -------- |
| 1   | 18. 4. 1993  | Kvalifikace MS 1994 (F, 3.)        | Kanada – Honduras    | 0:10(17.)      | 3:1      |
| 2   | 10. 7. 1993  | Zlatý pohár CONCACAF 1994 (ZS, 1.) | Honduras – Panama    | 3:10(54.)      | 5:1      |
| 3   | 17. 11. 1998 | Hurricane Relief Tournament        | Honduras – Guatemala | 3:3            | 3:3      |
| 4   | 18. 11. 1998 | Hurricane Relief Tournament        | Honduras – Salvador  | 2:1            | 2:1      |
| 5   | 4. 3. 2000   | Kvalifikace MS 2002 (ZS, 1.)       | Honduras – Nikaragua | 1:00(29.)      | 3:0      |